# 紫竹山インターチェンジ
紫竹山インターチェンジ（しちくやまインターチェンジ）は、新潟県新潟市中央区紫竹山にある国道7号・国道8号新潟バイパス、栗ノ木バイパス、国道49号亀田バイパスのインターチェンジ。

## 概要
クローバー型で、盛り土部の新潟バイパスと、地上部の栗ノ木・亀田両バイパスを連絡する、実質的なジャンクションとなっており、会津若松方面から村上方面へ向かう車線（平面交差。信号はなく一時停止のみ）を除き、立体交差で接続している。
新潟バイパスは当インターチェンジを境に、西側（長岡方面）が国道8号、東側（村上方面）が国道7号、南側が国道49号（会津若松方面）となる。当インター以北の栗ノ木バイパスは国道7号の区間で、国道8号・49号等の重複区間となっている。

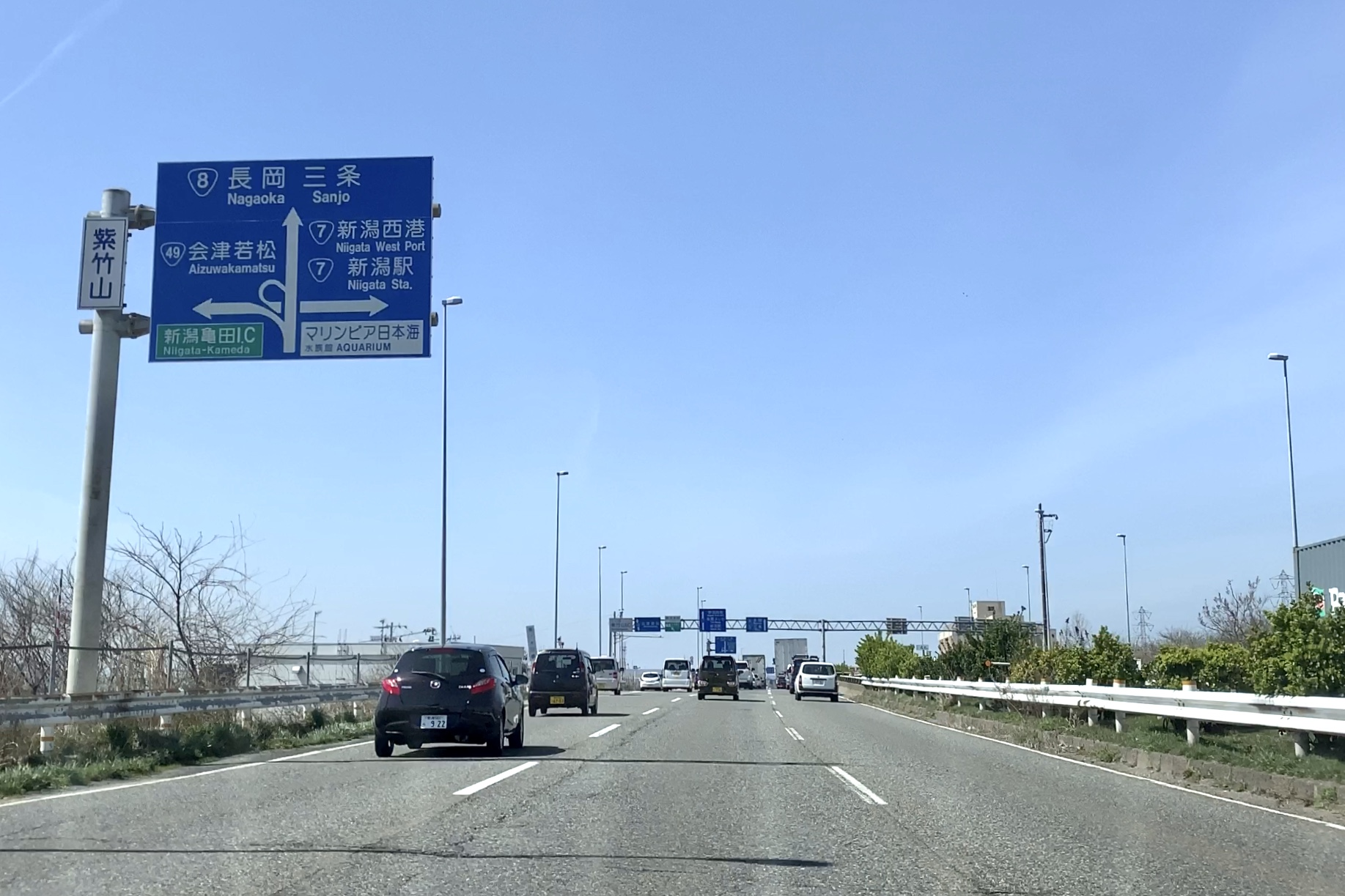
西行本線上のIC案内標識（2020年3月）
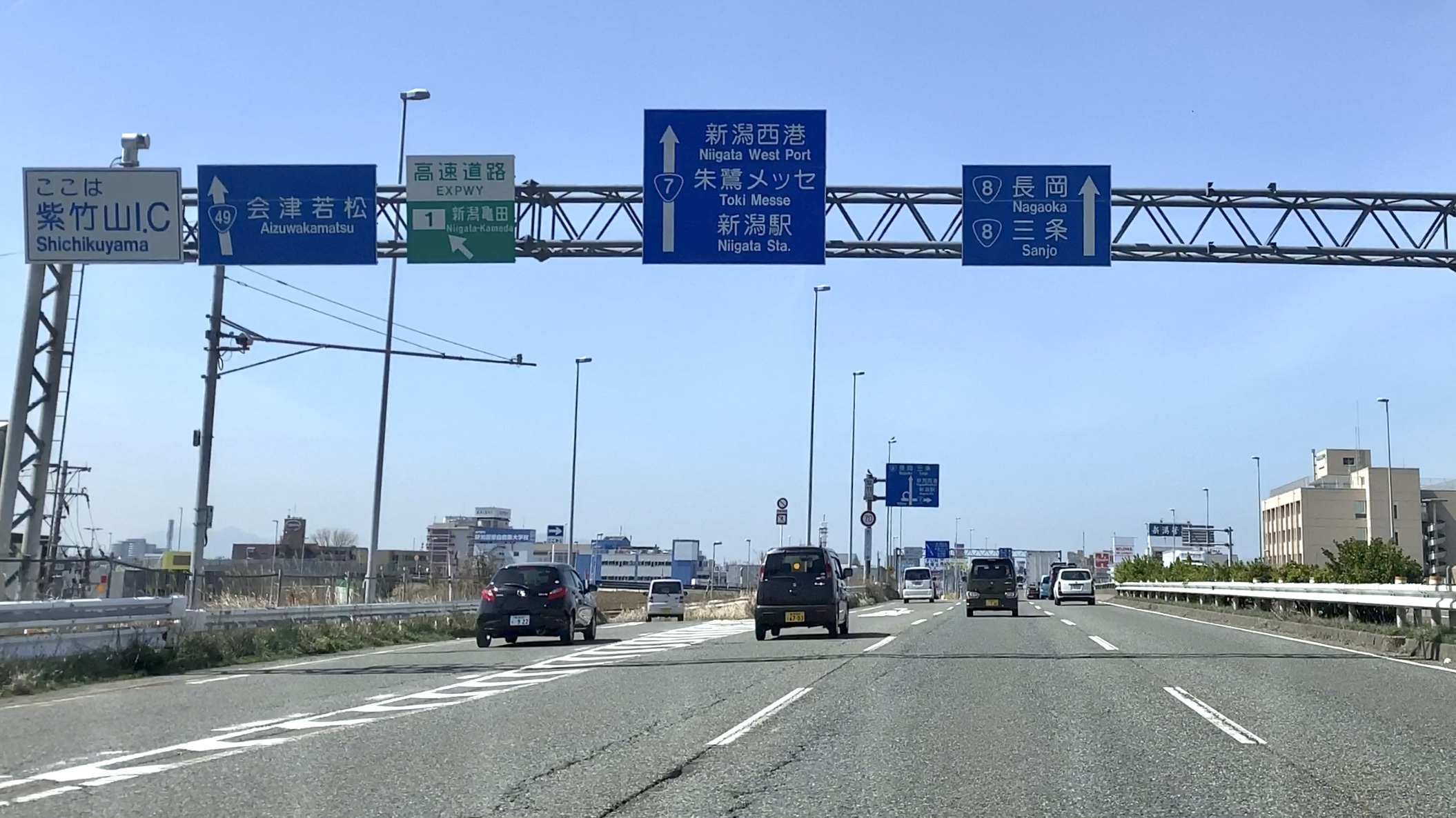
西行本線上のIC案内標識（2020年3月）
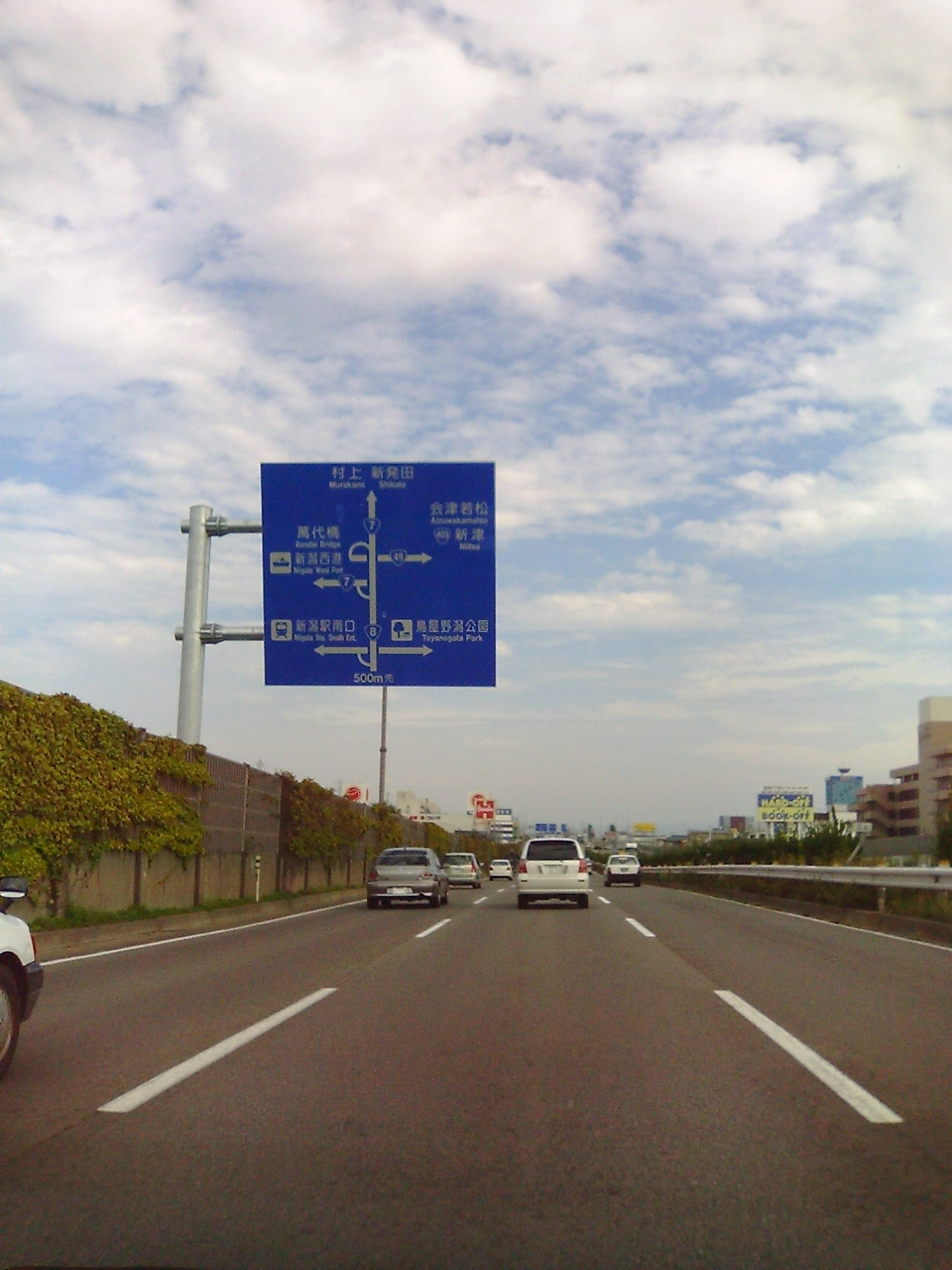
東行本線上の弁天・紫竹山IC案内標識
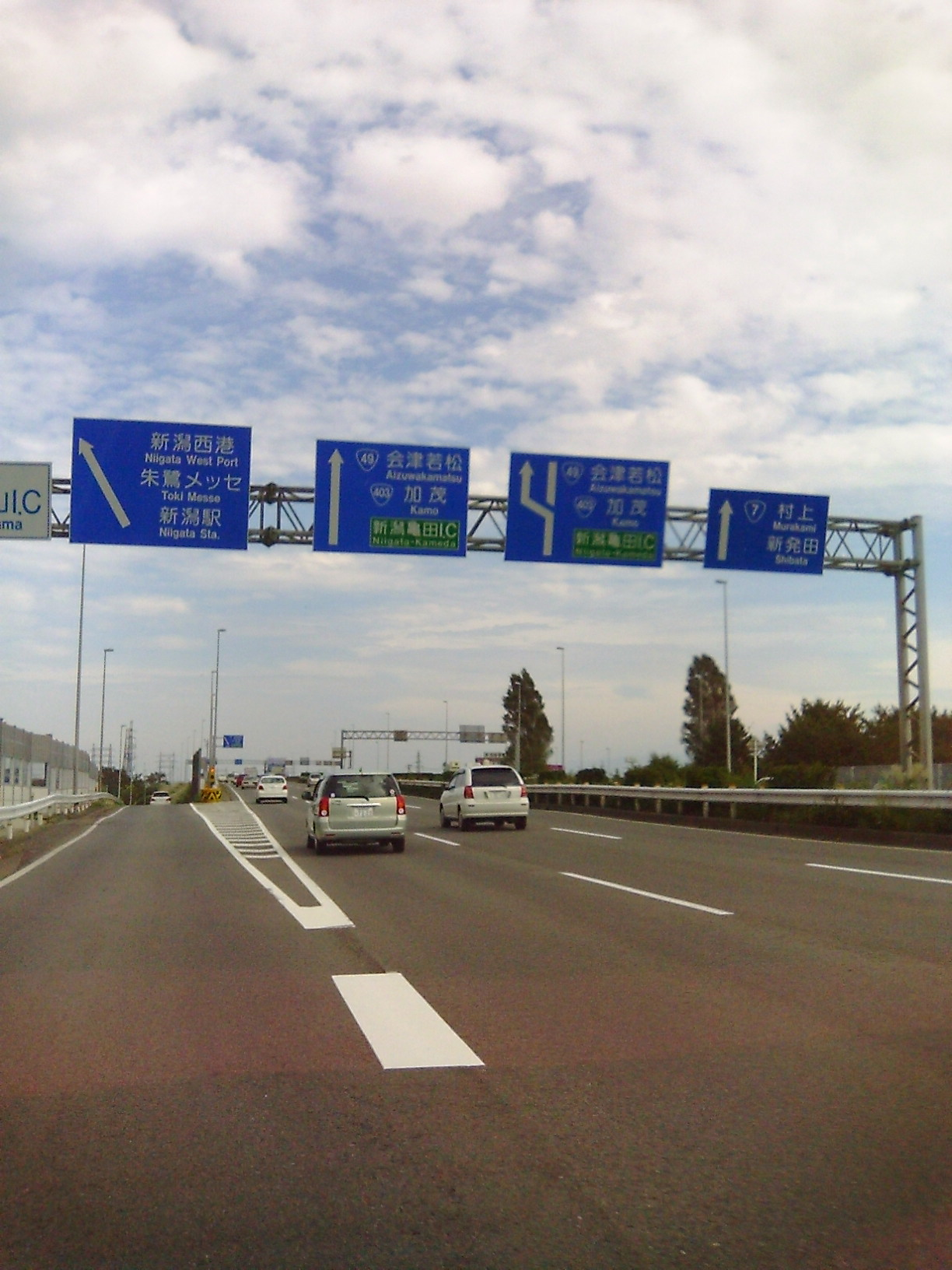
新発田方面車線、栗ノ木バイパス方面ランプウェイ

### カラー連携表示
黒埼ICにおいて導入された「カラー連携表示」では交通誘導や安全性の向上に一定の効果が見られたことから、2010年（平成22年）に当ICにも導入された。当ICから栗ノ木バイパス・紫竹山交差点にかけての約1 kmの区間は最大5車線が設けられ、合流・分岐が多いため車線変更を行う車両が非常に多い上、方面別の車線も複雑化していることから、同区間では2004年（平成16年）以降、年平均40件以上の事故が発生している。このため方面別に車線案内を行い、加えて合流・車線変更・対向車に関する注意標識を増設するなどの改善を実施し、事故対策と交通の整流化を図るもので、新潟市中心部方面の車線では2010年2月末、新発田・三条・阿賀野方面の車線では同年秋に改修工事が実施され、それぞれ方面別の連携表示や標識の表記内容を詳細化するなどの対策が講じられている。

## 栗ノ木道路・紫竹山道路
国と新潟県・新潟市は1992年9月、栗ノ木バイパスを含む紫竹山IC - 中央区寄居町間の延長5.67 kmを「万代島ルート線」として新潟市の都市計画道路に指定し、既に信濃川に架かる柳都大橋が整備され2002年から供用を開始している。それに加え、慢性的に渋滞している栗ノ木バイパスを一部立体交差化する「栗ノ木道路」（延長1.47 km）の事業が2007年度から、加えて当ICの完全立体化及び当IC周辺の道路構造を改良する「紫竹山道路」（延長0.7 km）の事業が2011年度からそれぞれ事業化された。
計画では、栗ノ木バイパスには平面区間に加えて連続立体交差区間が新設され、当インターの新潟・栗ノ木バイパス相互間は立体交差区間のみの接続となり、平面区間からの流入・流出は不可能となる。そのため平面区間から新潟バイパスへの流入・流出は、黒埼・曽和方面が弁天インターチェンジから、新発田方面が当IC東側の紫竹跨道橋（新潟県道5号新潟新津線交点）付近に新設される南紫竹インターチェンジからの接続となる予定である。
紫竹山道路事業に伴い2018年（平成30年）11月22日にHランプ（栗ノ木バイパスから長岡方面）のランプを新橋に切り替えられた。

## 接続路線
- 国道7号
- 国道8号
- 国道49号

## 隣
国道7号・国道8号新潟バイパス
弁天IC - 紫竹山IC - 南紫竹IC - 竹尾IC
国道49号亀田バイパス
姥ヶ山IC - 紫竹山IC
※姥ヶ山 - 紫竹山間に紫竹山IC方面からの簡易型出口あり